# Ay-o
Pour les articles homonymes, voir Ayo.
Ay-o (靉嘔, Aī ō), de son vrai nom Takao Iijima (飯島 孝雄, Iijima Takao), est un artiste japonais né le 19 mai 1931. Comme Beuys il a été associé au mouvement néo-dadaïste Fluxus depuis le début de sa carrière internationale. Ay-o fut présenté à George Maciunas en 1961 par un autre membre de Fluxus, Yoko Ono. Il devint formellement membre et rejoint Maciunas au sein de Fluxus en 1963. En France Fluxus a été popularisé par Benjamin Vautier ou Ben. Ay-o était connu pour ses Boîtes à doigts (Finger Boxes) et pour ses happenings comme membre actif de Fluxus. Il a collaboré avec d'autres artistes membres de Fluxus, comme George Maciunas, Emmett Williams, Dick Higgins et le Coréen Nam June Paik. Avant fluxus Ay-o a commencé sa carrière au Japon au sein de l'Association d'Artistes Democrato (デモクラート美術家協会, Demokurāto bijutsuka kyōkai). Cette association japonaise, fondée par Ei-Q, a pour but de sortir du modèle confucianique maître-élève pour l'art, afin de promouvoir des valeurs d'indépendance et de liberté artistique. L'influence de ces valeurs chez Ay-o se retrouve par exemple quand Ay-o, dans un geste symbolique d'émancipation, peint une immense croix / X sur une série de tableaux dont il jugea qu'ils n'étaient pas assez originaux. Un autre mouvement indépendant est affilié à Democrato au Japon : Sōzō Biiku (創造美育)　créé par le collectionneur Kubo Sadajiro (久保　貞次郞) dont l'objet est de promouvoir la liberté d'enseignement de l'art. Ces deux mouvements lient Ay-o à la  préfecture de Fukui au Japon dont ils proviennent. Sozo Biiku va parfois naturellement promouvoir certaines formes d'art naïf. Kubo crée simultanément la Société des petits collectionneurs (小コレクターの会) dont l'objet est de promouvoir la collection d'art dans toutes les strates de la société.

## Artiste arc-en-ciel

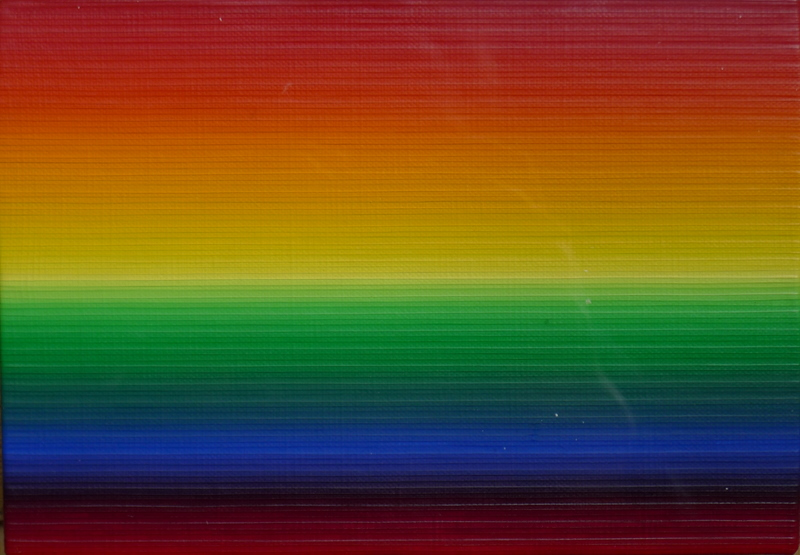
96 gradation rainbow.

Ay-O a établi une réputation dans l'avant-garde au Japon, en Europe et aux États-Unis. Au Japon il est connu sous le surnom Rainbow Man / Homme de l'Arc-en-ciel, pour son utilisation de l'arc en ciel dans ses peintures. L'arc en ciel y est utilisé comme une seule couleur indissociable. Les formes les plus pure de cette technique se retrouvent dans des tableaux comme ceux de l'exposition des années 1980 dans la Fuji Television Gallery : les tableaux sont de simples gradations de l'arc en ciel avec jusque 192 gradations.
Ay-O représente le Japon à la Biennale de Venise en 1966 et celle de São Paulo en 1971. Il a construit « L'Arc en Ciel Tactile » pour l'exposition universelle d'Osaka (1970). En 1971, fidèle à ces débuts au sein de Democrato, il adapte dix peintures de l'art naïf américain dont il crée une version arc en ciel qu'il appelle Nashville Skyline. 
En 1987 il met en scène une série de happenings Arc-en-Ciel (Rainbow Happening) : par exemple Rainbow Happening #17 (19, 20 et 21 juin 1987, Paris, Tour Eiffel), sous-titré Hommage au Douanier Rousseau, lors duquel une bannière arc-en-ciel de 24 couleurs en dégradé, d'une longueur de 300 m et d'une largeur de 5 m qualifiée de « plus grand drapeau du monde » est déployée depuis la plus haute plateforme de la tour Eiffel, .

## Activités, expositions et participations dans les années 1990 et 2000
Un de ses projets sur la scène internationale est alors sa participation au comité de rédaction d'un portrait collectif de George Maciuanas, avec Emmett Williams et Ann Noel. Ay-o expose régulièrement dans la galerie d'Emily Harvey (1996, 2001) à la Gallery Itsutsuji (1996, 2005, 2007) et à la Gallery Goto (1999, 2004) au Japon. Il est représenté lors de nombreuses expositions et manifestations fluxus à travers le monde :
- en 2001, à la Fluxus Constellation au Museum of Contemporary Art in Genova, qui lui consacre une salle[5].
- en 2003, au Centraal Fluxus Festival Centraal Museum, Utrecht (2003) ;
- en 2006, à Fluxus & Non Fluxus Fluxus au Randers Kunstmuseum[6].
- En 2002, à l'exposition Twelve Japanese Artists from the Venice Biennale 1952-2001 (5 octobre au 8 décembre 2002, Art Tower Mito, Mito, Japon[7]. Ay-o est l'un des douze artistes japonais autour desquels est organisée cette exposition ;
- Au Mori Art Museum, Tokyo, Ay-o fait partie de deux expositions : Tokyo-Berlin / Berlin-Tokyo en 2005 et All about laughter en 2007.

Au Japon, Ay-o est représenté dans la collection du National Museum of Modern Art de Tokyo et Kyoto. 

## Rétrospective à Fukui
L'exposition rétrospective Ay-o la plus complète fut mise en place au Fukui Art Museum en 2006. À l'occasion l'artiste écrit un livre bilingue (anglais-japonais) Over the Rainbow, Ay-O Restrospective 1950-2006, qui est probablement un livre important pour comprendre l'œuvre d'Ay-o. Les ouvrages sur le peintre sont rares.

## Livres
- Mr. Fluxus, A Collective Portrait of George Maciunas 1931-1978, Thames & Hudson, 1998.
- Niji, Ai-o hanga zen sakuhinshu, 1954-1979, Sobunsha.
- Ouzel, Chikumasyobo Publishing, 1978.
- Ay-o, Over the Rainbow, Ay-o Restrospective 1950-2006, Bijutsu Shuppan-Sha (美術出版社), 2006  (ISBN 4568103592).